# Ţārsī Kolā
Ţārsī Kolā (persiska: طَرسی كُلا, طَرسی كَلا, Ţarsī Kolā, طارسی كلا) är en ort i Iran.   Den ligger i provinsen Mazandaran, i den norra delen av landet, 150 km nordost om huvudstaden Teheran. Ţārsī Kolā ligger 62 meter över havet och antalet invånare är 226.
Terrängen runt Ţārsī Kolā är platt åt nordväst, men åt sydost är den kuperad. Runt Ţārsī Kolā är det ganska glesbefolkat, med 34 invånare per kvadratkilometer. Närmaste större samhälle är Babol, 15,8 km nordväst om Ţārsī Kolā. I omgivningarna runt Ţārsī Kolā växer huvudsakligen savannskog.